# シクロオキシゲナーゼ
シクロオキシゲナーゼ (Cyclooxygenase, COX ;EC1.14.99.1) は、アラキドン酸をプロスタノイドと呼ばれる生理活性物質の一群に代謝する過程に関与する酵素である。プロスタノイドにはプロスタグランジンやトロンボキサンなどのアラキドン酸代謝物が含まれる。COXには3つのアイソザイムがあり、それぞれCOX-1、COX-2、及びCOX-3と呼ばれる。正確によぶとプロスタグランジンエンドペルオキシドシンターゼとなる。

## 概要
生体膜由来のアラキドン酸はアラキドン酸カスケードと呼ばれる代謝経路を経て生理活性物質に変換されることが知られている。膜結合蛋白質であるCOXは同一酵素内にCOX活性部位とペルオキシダーゼ活性部位を有し、COX活性はアラキドン酸からプロスタグランジンG2 (Prostaglandin G2,PGG2) を生成する過程に、ペルオキシダーゼ活性はPGG2をPGH2に変換する過程に関与している。
詳細にはホスホリパーゼA2により細胞膜のリン脂質から切り出されて細胞外に存在しているアラキドン酸が膜に存在するCOXによりPGG2に代謝されるとPGG2は二重膜構造をとっている細胞膜の膜間スペースに移動する。するとPGG2はまたCOXによる代謝を受けるが今度はペルオキシダーゼ活性によりPGH2へと変換される。その後細胞質へ移動したPGH2は各種酵素により種々のプロスタグランジン類及びトロンボキサンA2 (Thromboxane A2,TXA2) へ代謝され、種々の生理活性を示す。非ステロイド性抗炎症薬 (NSAIDs) はCOX活性を阻害して抗炎症効果を示すがペルオキシダーゼ活性の阻害は行わない。

シクロオキシゲナーゼの反応メカニズム

## COX-1とCOX-2とCOX3
COX-1とCOX-2の2つのアイソザイム（アイソフォーム）はそれぞれ約600アミノ酸残基からなる蛋白質でありアミノ酸配列の類似性は高いが（約60%の相同性）、組織における発現は異なる。COX-1は全身の組織に広く分布し、小胞体に発現している酵素であり構成型と呼ばれる。また、ステロイドによってはその活性はほとんど抑制されない。
COX-1は細胞内に恒常的に一定量存在しており、特定の刺激によっても誘導され得る。一方COX-2は脳や腎臓などで恒常的に発現するがその他の組織では普段は発現が低く、炎症組織において発現が誘導されることから誘導型と称される。COX-1とは異なり、COX-2は主に核膜に存在し、ステロイドによって活性が強く阻害される。
また、COX-1と僅かに異なり、脳内に多く存在するCOX-3が発見され、研究が進められている。
一時期、アセトアミノフェンはCOX-3を特異的に阻害し鎮痛効果が発現、とする仮説があったが、現在は否定的である。

## 炎症とCOX-2
COX-2はサイトカインや増殖因子などの刺激により発現が誘導されることが知られている。炎症時にはCOX-2を介したPGE2やPGI2等の産生が亢進する。PGE2は血管透過性の亢進、血管拡張及び発痛に、PGI2は血管拡張及び発痛に関与し、炎症反応をそれぞれ進行させる。COX-2を介した作用として、細胞の増殖、運動性、接着、アポトーシス抑制の亢進などが明らかにされてきたが、それらの作用機序は、いまだ不明な部分が多い。
| シクロオキシゲナーゼ         |                                       |                                |
|                              | COX-1                                 | COX-2                          |
| 遺伝子                       | 第9染色体q32-33                       | 第1染色体q25.2-25.3            |
| 遺伝子サイズ                 | 22kb                                  | 8.3kb                          |
| アミノ酸数                   | 576                                   | 603-4                          |
| 発現細胞                     | ほぼ全ての細胞                        | 炎症関連細胞（刺激後）、癌細胞 |
| 役割                         | 胃粘膜保護、血流･血圧維持、血小板凝集 | 炎症、癌の増殖                 |
| 基質特異性                   | 高い                                  | 低い                           |
| グルココルチコイドによる阻害 | 阻害されない                          | 発現抑制                       |

## がんとCOX-2
動物実験では、COX-2発現により腫瘍増殖の亢進やCOX-2経路阻害により発がん抑制が見られるなど、COX-2の発がんへのなんらかの関与が示唆される。COX-2を選択的に阻害する薬剤によるがん治療薬の臨床応用が期待されている。特に、COX-2の高発現が大腸がんやその転移でみられることから、COX-2選択的阻害剤を利用した大腸がんの予防や治療への応用が期待され、その臨床試験も実施されている。
がん組織においてCOX-2の発現が増強していることから、がんと炎症の関連が注目されている。食品成分であるクルクミン、カテキン類、アピゲニン、ケンフェロール、ノビレチン、レスベラトロール、ウルソール酸、オレアノール酸などにCOX阻害活性のあることが明らかにされている。また、食品素材としてはウコン、ショウガ、緑茶、カモミール、オレガノ、ローズマリー、バジル、柑橘類、ブドウ、ホップなどがCOX阻害活性のある例である。

## COX-2選択的阻害薬による血栓症のリスク増加
炎症性疾患などに対する薬物治療にアスピリンなどのCOX阻害薬を用いるとプロスタグランジンの産生を抑制することから炎症反応を抑えることができるが、一方で副作用としての胃潰瘍がしばしば問題となる。これは構成型COXによって産生されるPGE2が胃粘膜の血流を増加させ、粘膜を保護する役割を担っているからである。エトドラク（ハイペン錠）、メロキシカム（モービック錠）、セレコキシブ（セレコックス錠）等のCOX-2選択的な阻害薬はCOX-1に対してほとんど阻害作用を示さず、炎症組織に発現しているCOX-2の活性のみを抑制するため副作用が小さいと考えられ、臨床試験が行われてきた。しかし、結果は血栓症のリスクを高めるだけだった。これは、COX-2が血管拡張作用があり血小板凝集を防ぐプロスタサイクリン(PGI2)を阻害しながら、COX-1が触媒し血管収縮・血小板凝集をおこすトロンボキサンA2(TxA2)産生を阻害しなかったことに起因すると考えられている。なお、セレコキシブは心血管イベントを増大させるという報告があり、米国では同じ報告があったロフェコキシブが発売中止となっている。